# Chrystian IX
Chrystian IX ze Szlezwika-Holsztynu-Sonderburga-Glücksburga, niem. Schleswig-Holstein-Sonderburg-Glücksburg (ur. 8 kwietnia 1818 w zamku Gottorp w Szlezwiku, zm. 29 stycznia 1906 w Kopenhadze) – książę Szlezwiku-Holsztynu, król Danii oraz książę Saksonii-Lauenburga do 1864. Założyciel dynastii Glücksburg.
Syn Fryderyka Wilhelma ze Szlezwika-Holsztynu-Sonderburga-Glücksburga i Luizy. Przez swoją matkę był prawnukiem króla Fryderyka V.
Został królem po śmierci Fryderyka VII. W 1864, po II wojnie o Szlezwik z Austrią i Prusami, król stracił księstwo Szlezwik-Holsztyn. W 1901 powołał rząd oparty na większości w demokratycznie wybieranej niższej izbie parlamentu.

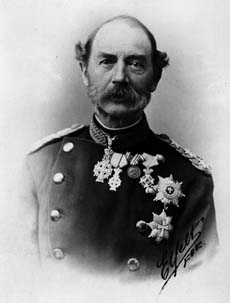
Chrystian IX

W 1842 poślubił Luizę z Hesji-Kassel, księżniczkę heską, siostrzenicę Chrystiana VIII Oldenburga (ur. 7 września 1817, zm. 29 września 1898), z którą miał sześcioro dzieci:
- Fryderyk (1843-1912) – król Danii
- Aleksandra (1844-1925) – królowa Wielkiej Brytanii, żona Edwarda VII
- Wilhelm (1845-1913) – król Grecji jako Jerzy I
- Dagmara (1847-1928) – cesarzowa Rosji jako Maria Fiodorowna, żona Aleksandra III
- Thyra (1853-1933) – żona księcia Ernesta Augusta Hanowerskiego
- Waldemar (1858-1939) – ożenił się z Marią Orleańską;

Z uwagi na to, że jego potomkowie panują (lub panowali) na wielu europejskich tronach królewskich lub książęcych m.in. Danii, Rosji, Wielkiej Brytanii, Grecji – nazywany „ojcem Europy” lub „teściem Europy”.

## Odznaczenia
Lista pełna do 1883 roku:

- Order Słonia (1861)
- Wielki Komandor Orderu Danebroga (1869)
- Srebrny Krzyż Orderu Danebroga
- Order Alberta Niedźwiedzia I kl. (Anhalt)
- Order Wierności I klasy Badenia)
- Order Bertholda I I klasy (Badenia)
- Order Leopolda I klasy (Belgia)
- Order Piotra I I klasy (Brazylia)
- Order Legii Honorowej I klasy (Francja)
- Order Zbawiciela I klasy (Grecja)
- Order Zbawiciela V klasy (Grecja)
- Order Kamehamehy I I klasy (Hawaje)
- Order Lwa Złotego I klasy (Hesja)
- Order Ludwika I klasy (Hesja)
- Order Annuncjaty (Włochy)
- Order Orła Meksykańskiego I klasy (Meksyk)
- Order Świętego Karola I klasy (Monako)
- Order Lwa Złotego (Nassau)
- Order Lwa Niderlandzkiego I klasy (Holandia)
- Order Świętego Olafa I klasy (Norwegia)
- Order Chrystusa I klasy (Portugalia)
- Order Wieży i Miecza I klasy (Portugalia)
- Order Vila Viçosa I klasy (Portugalia)
- Order Orła Czarnego (Prusy)
- Order Orła Czerwonego I klasy (Prusy)
- Order Gwiazdy I klasy (Rumunia)
- Order Świętego Andrzeja (Rosja)
- Order Świętego Aleksandra Newskiego (Rosja)
- Order Orła Białego (Rosja)
- Order Świętej Anny I klasy (Rosja)
- Order Ernestyński I klasy (Saksonia)
- Order Sokoła Białego I klasy (Saksonia-Weimar)
- Order Krzyża Takowy I klasy (Serbia)
- Order Złotego Runa (Hiszpania)
- Order Królewski Serafinów (Szwecja)
- Order Podwiązki (Wlk. Brytania)
- Order Łaźni I klasy (Wlk. Brytania)
- Order Sławy z diamentami (Tunezja)
- Order Świętego Stefana I klasy (Węgry)
- Order Korony Wendyjskiej I klasy (1872, Meklemburgia-Strelitz)[3]
- Order Lwa Norweskiego (1904, Norwegia)[4]

| Prapradziadkowie                                | Piotr August ze Szlezwika-Holsztynu-Sonderburga-Beck (1697-1775) ∞1723 Zofia z Hesji-Philippsthal (1695-1728)               | Albert Dohna-Schlobitten-Leistenau (1698-1752) ∞1736 Zofia ze Szlezwika-Holsztynu-Sonderburga-Beck (1698-1768)              | Jerzy Adam III Schlieben (1688-1737) ∞1720 Katarzyna Finckenstein-Schönberg (1700-1728)                                     | Ahasverus Ernest Lehndorff (1688-1727) ∞1719 Maria Luiza Wallenrodt (1697-1773)                                             | Król Danii i Norwegii Chrystian VI Oldenburg (1699-1746) ∞1721 Zofia Magdalena Hohenzollern (1700-1770)                     | Król Wielkiej Brytanii Jerzy II Hanowerski (1683-1760) ∞1705 Karolina Hohenzollern (1683-1737)                              | Król Wielkiej Brytanii Jerzy II Hanowerski (1683-1760) ∞1705 Karolina Hohenzollern (1683-1737)                              | Wilhelm VIII Heski (1682-1760) ∞1717 Dorota Wilhelmina z Saksonii-Zeitz (1691-1743)                                         |
| Pradziadkowie                                   | Karol Anton ze Szlezwika-Holsztynu-Sonderburga-Beck (1727-1759) ∞1754 Fryderyka Dohna-Schlobitten (1738-1786)               | Karol Anton ze Szlezwika-Holsztynu-Sonderburga-Beck (1727-1759) ∞1754 Fryderyka Dohna-Schlobitten (1738-1786)               | Karol Leopold Schlieben (1723-1788) ∞1747 Maria Eleonora Lehndorff (1722-1800)                                              | Karol Leopold Schlieben (1723-1788) ∞1747 Maria Eleonora Lehndorff (1722-1800)                                              | Król Danii Fryderyk V Oldenburg (1723-1766) ∞1743 Ludwika Hanowerska (1724-1751)                                            | Król Danii Fryderyk V Oldenburg (1723-1766) ∞1743 Ludwika Hanowerska (1724-1751)                                            | Maria Hanowerska (1722-1772) ∞1740 Fryderyk II Heski (1720-1785)                                                            | Maria Hanowerska (1722-1772) ∞1740 Fryderyk II Heski (1720-1785)                                                            |
| Dziadkowie                                      | Fryderyk Karol ze Szlezwika-Holsztynu-Sonderburga-Beck (1757-1816) ∞1780 Fryderyka Amalia Schlieben (1757-1827)             | Fryderyk Karol ze Szlezwika-Holsztynu-Sonderburga-Beck (1757-1816) ∞1780 Fryderyka Amalia Schlieben (1757-1827)             | Fryderyk Karol ze Szlezwika-Holsztynu-Sonderburga-Beck (1757-1816) ∞1780 Fryderyka Amalia Schlieben (1757-1827)             | Fryderyk Karol ze Szlezwika-Holsztynu-Sonderburga-Beck (1757-1816) ∞1780 Fryderyka Amalia Schlieben (1757-1827)             | Luiza Oldenburg (1750-1831) ∞1766 Karol z Hesji-Kassel (1744-1836)                                                          | Luiza Oldenburg (1750-1831) ∞1766 Karol z Hesji-Kassel (1744-1836)                                                          | Luiza Oldenburg (1750-1831) ∞1766 Karol z Hesji-Kassel (1744-1836)                                                          | Luiza Oldenburg (1750-1831) ∞1766 Karol z Hesji-Kassel (1744-1836)                                                          |
| Rodzice                                         | Fryderyk Wilhelm ze Szlezwika-Holsztynu-Sonderburga-Glücksburga (1785-1831) ∞1810 Luiza Karolina z Hesji-Kassel (1789-1867) | Fryderyk Wilhelm ze Szlezwika-Holsztynu-Sonderburga-Glücksburga (1785-1831) ∞1810 Luiza Karolina z Hesji-Kassel (1789-1867) | Fryderyk Wilhelm ze Szlezwika-Holsztynu-Sonderburga-Glücksburga (1785-1831) ∞1810 Luiza Karolina z Hesji-Kassel (1789-1867) | Fryderyk Wilhelm ze Szlezwika-Holsztynu-Sonderburga-Glücksburga (1785-1831) ∞1810 Luiza Karolina z Hesji-Kassel (1789-1867) | Fryderyk Wilhelm ze Szlezwika-Holsztynu-Sonderburga-Glücksburga (1785-1831) ∞1810 Luiza Karolina z Hesji-Kassel (1789-1867) | Fryderyk Wilhelm ze Szlezwika-Holsztynu-Sonderburga-Glücksburga (1785-1831) ∞1810 Luiza Karolina z Hesji-Kassel (1789-1867) | Fryderyk Wilhelm ze Szlezwika-Holsztynu-Sonderburga-Glücksburga (1785-1831) ∞1810 Luiza Karolina z Hesji-Kassel (1789-1867) | Fryderyk Wilhelm ze Szlezwika-Holsztynu-Sonderburga-Glücksburga (1785-1831) ∞1810 Luiza Karolina z Hesji-Kassel (1789-1867) |
| Chrystian IX Glücksburg (1818-1906), król Danii | | | | | | | | |